# Seleção de candidato vice-presidencial do Partido Republicano em 2024
Este artigo lista os candidatos à indicação do Partido Republicano para concorrer ao cargo de Vice-presidente dos Estados Unidos nas eleições presidenciais de 2024. Em junho de 2024, Donald Trump, Presidente dos Estados Unidos de 2017 a 2021 e candidato de maior relevância nas primárias republicanas de 2024, anunciou ter escolhido seu companheiro de chapa após considerar vários membros proeminentes de seu partido. Entretanto, Trump revelou oficialmente o candidato a vice-presidente na abertura da Convenção Nacional Republicana, em 15 de julho de 2024.
Trump pretende derrotar o Presidente incumbente Joe Biden e retornar à Casa Branca para um segundo mandato presidencial. Anteriormente vice-presidente durante a Administração Obama (2009-2017), Biden derrotou Trump na eleição presidencial de 2020 com o maior número de votos populares da história eleitoral do país. Trump e Biden são respectivamente o 45º e 46º presidentes dos Estados Unidos e ambos buscam assumir um segundo mandato à frente do país.

## Antecedentes
Durante as primárias do Partido Republicano em 2024, alguns analistas políticos e membros da imprensa estadunidense destacaram que seria improvável a seleção de Mike Pence para concorrer na mesma chapa eleitoral de Trump. Pence, que é visto como um político Republicano mais moderado do que Trump, teve uma série de atritos públicos com o ex-presidente no que tange ao episódio da invasão ao Capitólio em 6 de janeiro de 2021 e, desde então, têm feito críticas pontuais às ideias de Trump. Durante o ataque ao Capitólio dos Estados Unidos, Pence - que também ocupava o cargo de Presidente do Senado - negou o pedido de Trump para ordenar uma recontagem dos votos e invalidar a vitória eleitoral de Biden. Logo nos primeiros meses da Administração Biden, Trump e grande parte de seu eleitorado continuaram levantando questionamentos severos sobre o resultado das eleições, levando à abertura de um segundo processo de impeachment em 13 de janeiro por acusações de sedição contra Trump. Em junho de 2022, o Comitê Especial da Câmara dos Representantes sobre os Ataques de 6 de Janeiro revelou que Trump havia declarado que Pence "merecia ser enforcado" no dia do ataque. Por sua vez, Pence anunciou não estar interessado em ser candidato a vice-presidente novamente e também não declarou apoio formal a Trump.
O favoritismo de Trump como potencial candidato Republicano foi reforçado pelo seu desempenho nas primárias ao superar o número de delegados de Nikki Haley, sua antiga Embaixadora às Nações Unidas e concorrente pela nomeação do partido. Eventualmente, Haley abandonou a campanha e deixou Trump como único candidato das primárias. Posteriormente, Haley negou seu apoio formal à candidatura de Trump, tornando improvável sua seleção como candidata a vice-presidente. Em 12 de março de 2024, Trump foi anunciado como candidato presuntivo do Partido Republicano.
Segundo a 12ª Emenda à Constituição dos Estados Unidos, os membros do Colégio Eleitoral não podem votar em um candidato a presidente e um candidato a vice-presidente que sejam naturais do mesmo estado. A medida tem como finalidade evitar um favoritismo na disputa por votos dos delegados de um estado específico. Desde 2019, Trump reside na Flórida e, portanto, seu candidato a vice-presidente deve ser registrado em outro estado. Em 2000, George W. Bush selecionou Dick Cheney (também residente no Texas) como seu candidato a vice-presidente. Entretanto, Cheney transferiu seu registro eleitoral para o estado de Wyoming (o qual ele havia representado no Congresso dos Estados Unidos de 1979 a 1989) para evitar a impugnação da candidatura de ambos.

## Processo de seleção

### Candidatos pré-selecionados
Em junho de 2024, o Partido Republicano divulgou uma lista fechada de nove candidatos. Quatro destes candidatos (Doug Burgum, Marco Rubio, Tim Scott e J. D. Vance) alegadamente possuíam impedimentos eleitorais (apesar de que o próprio Rubio negou as informações), enquanto a campanha de Trump solicitou informações sobre outros quatro nomes (Ben Carson, Tom Cotton, Byron Donalds e Elise Stefanik). Em 13 de junho de 2024, Trump indicou que Glenn Youngkin também figurava entre os possíveis candidatos.
Lista divulgada

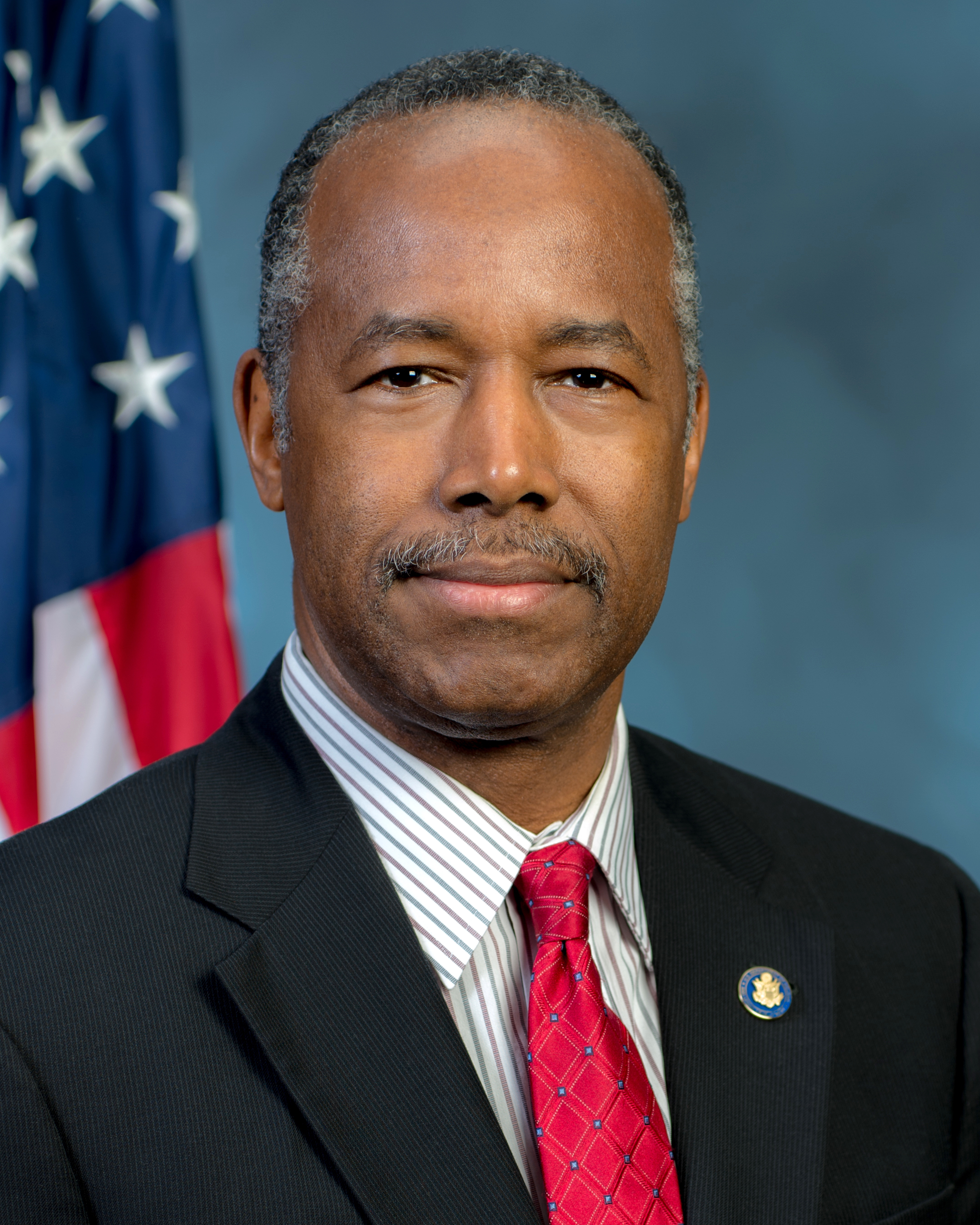
Ben Carson, Secretário de Habitação (2017–2021)
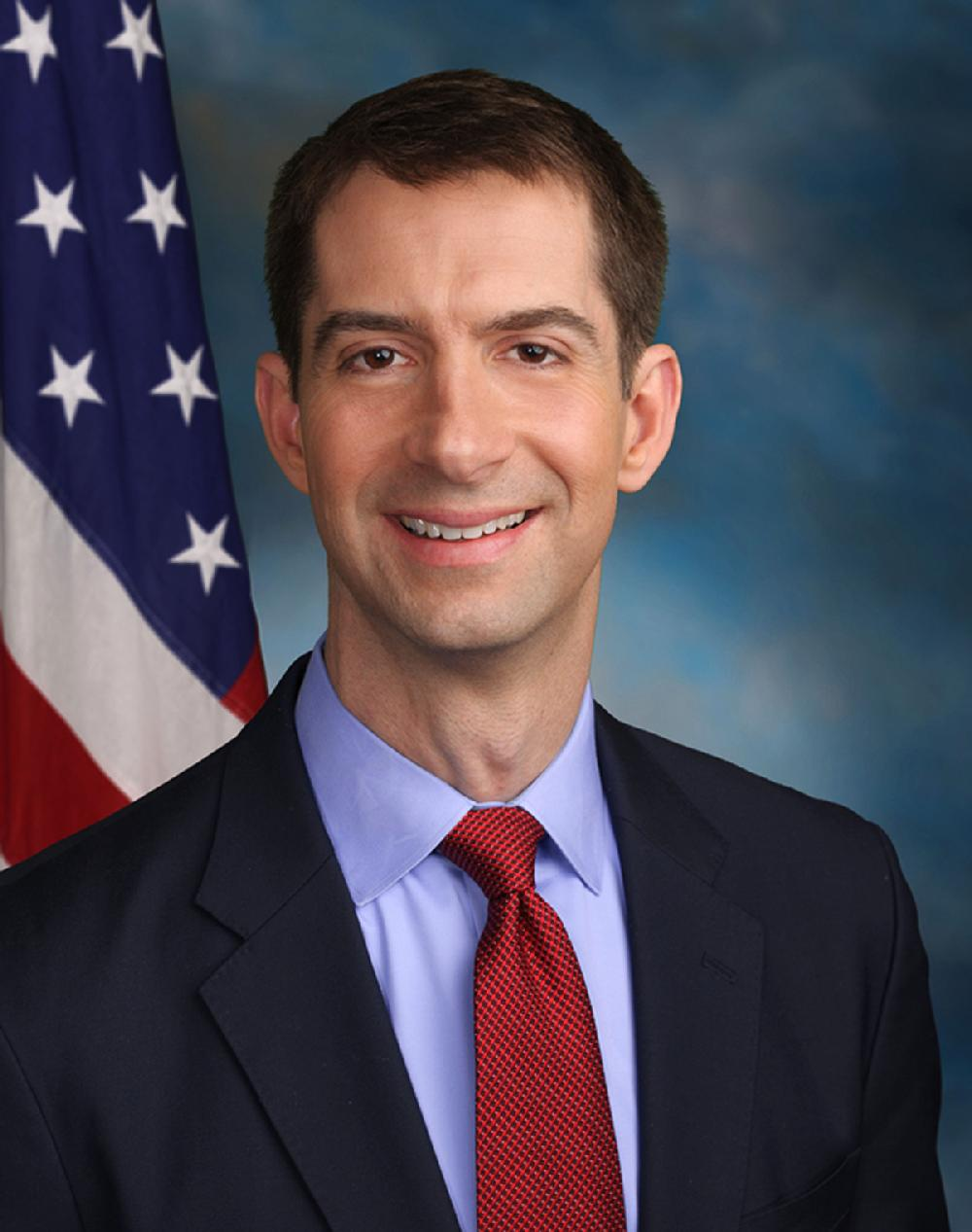
Tom Cotton, Senador (2015–)
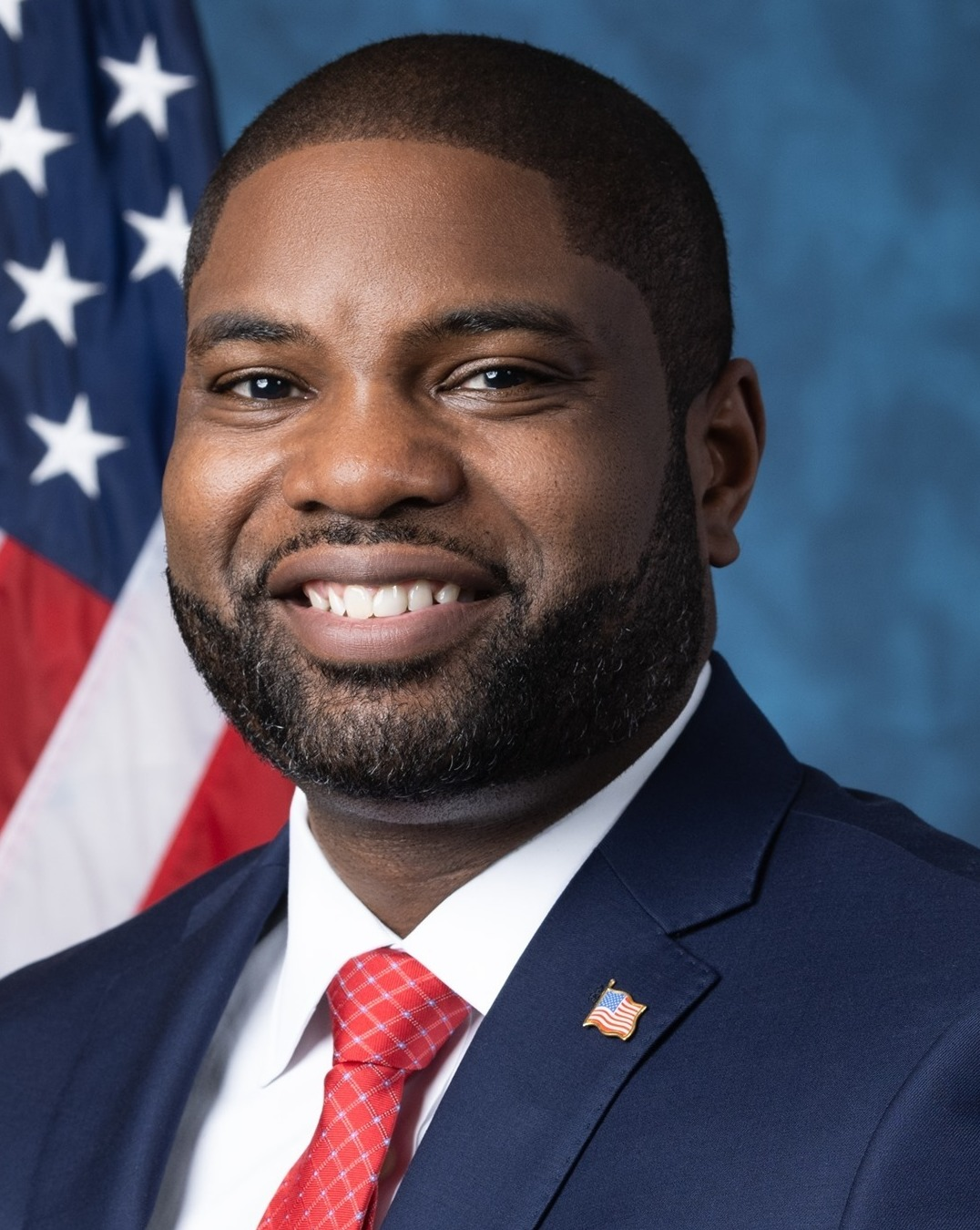
Byron Donalds, Representante (2021–)
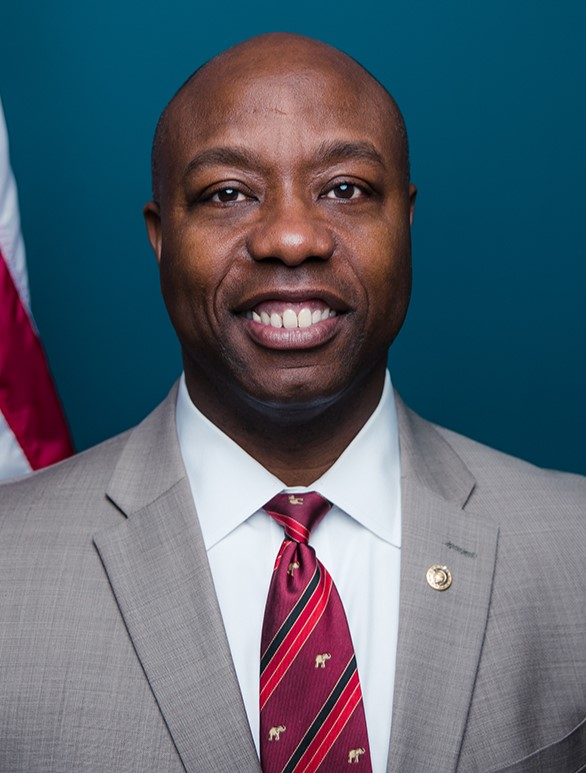
Tim Scott, Senador (2013–)
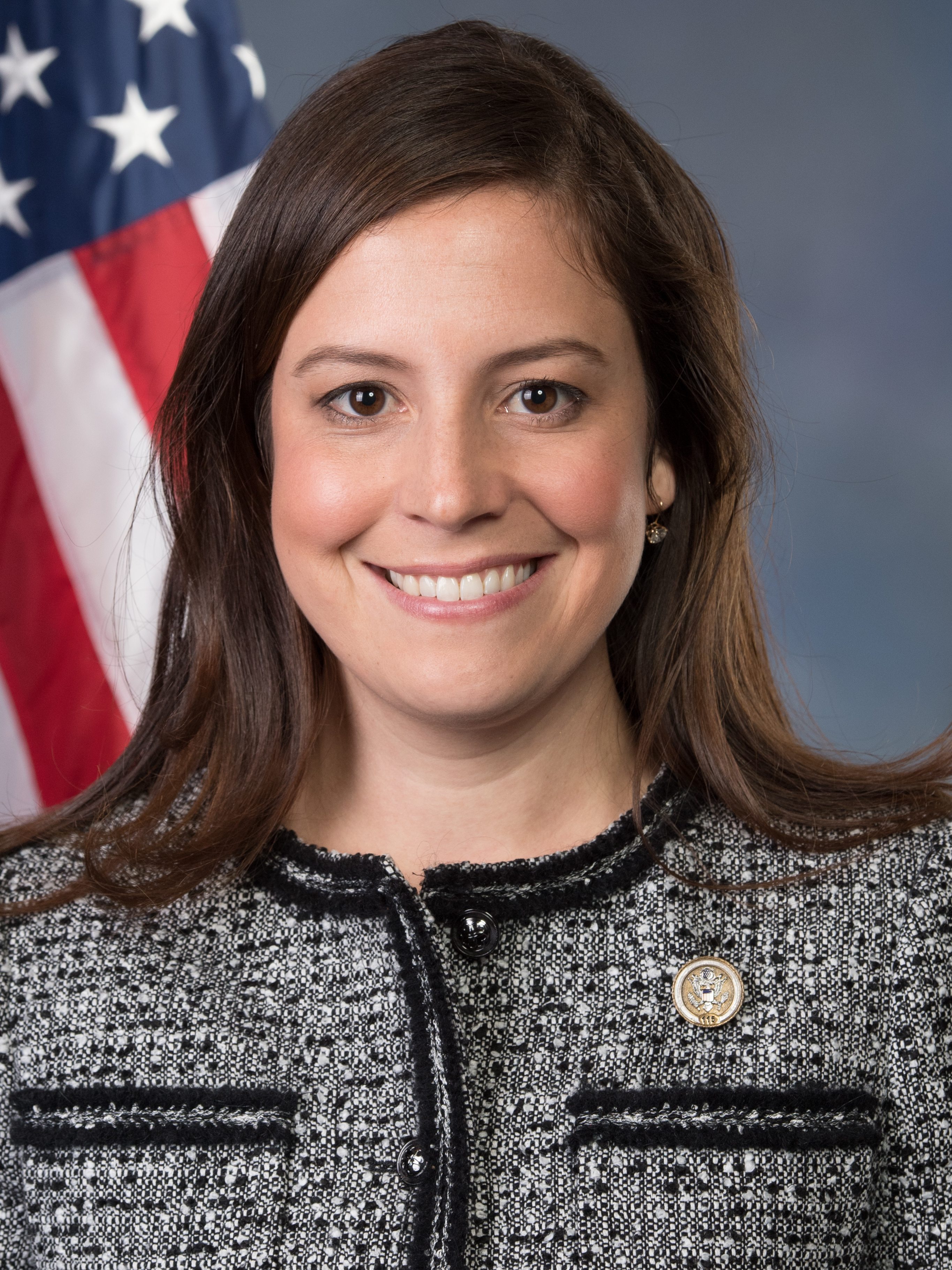
Elise Stefanik, Representante (2015–)
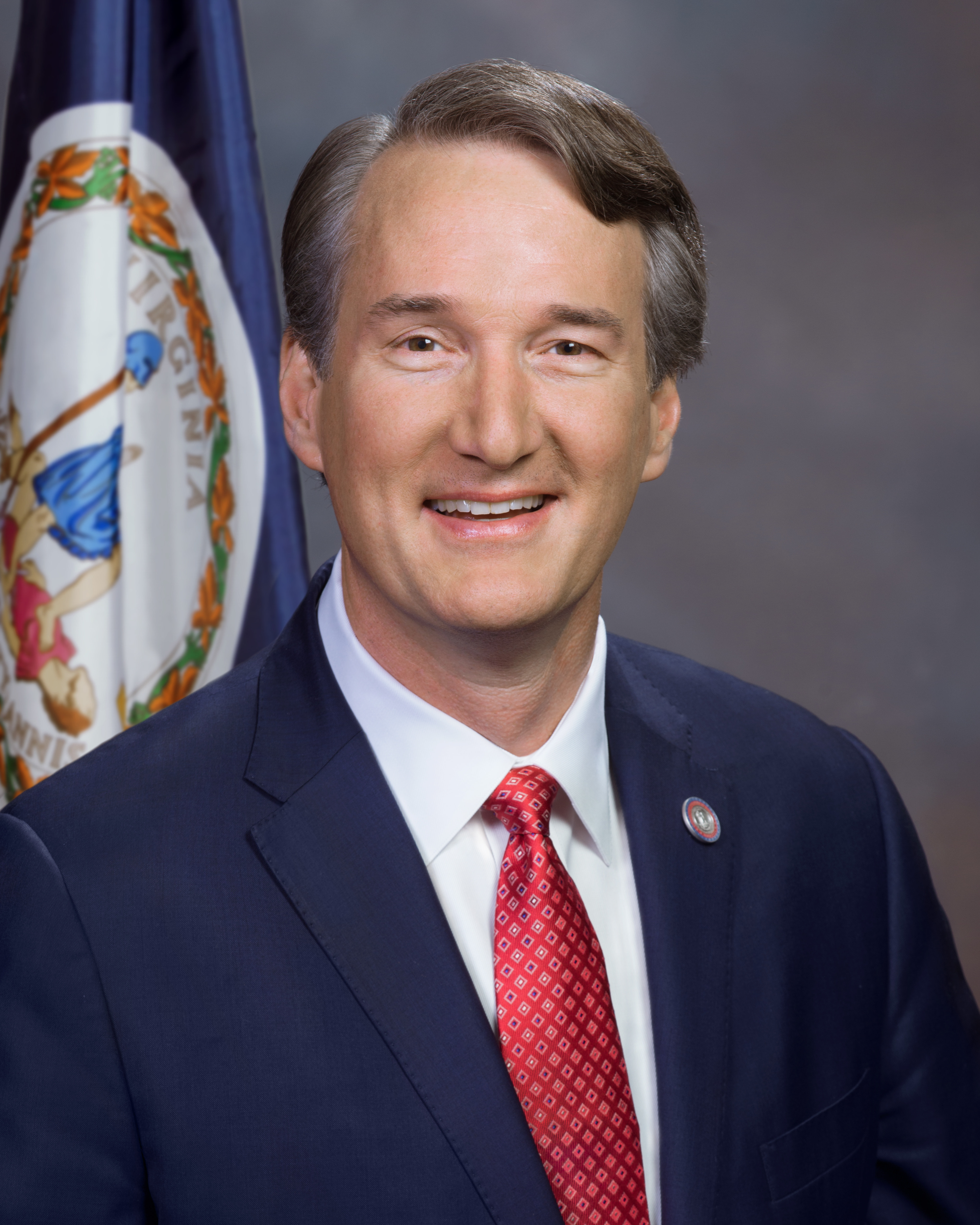
Glenn Youngkin, Governador (2022–)

### Candidatos finalistas
Em 21 de junho, a emissora NBC News divulgou que os três finalistas eram Burgum, Rubio e Vance. Burgum e Vance foram reportados como os favoritos pessoais de Trump para seu candidato a vice-presidente enquanto a campanha considerou Rubio problemático por residir também na Flórida. Em 8 de julho, fontes próximas à campanha de Trump informaram que Vance estaria sob análise por exibir barba, o que seria contrário ao gosto particular de Trump.
| Candidato | Candidato   | Estado          | Cargo recente                 | Mandato                | Mandato    | Ref.   |
| --------- | ----------- | --------------- | ----------------------------- | ---------------------- | ---------- | ------ |
|           | Doug Burgum | Dakota do Norte | Governador da Dacota do Norte | 15 de dezembro de 2016 | Incumbente | [ 46 ] |
|           | Marco Rubio | Flórida         | Senador pela Flórida          | 3 de janeiro de 2011   | Incumbente | [ 47 ] |
|           | J. D. Vance | Ohio            | Senador por Ohio              | 3 de janeiro de 2023   | Incumbente | [ 48 ] |

### Seleção
Em 22 de junho, a NBC News informou que Trump havia selecionado seu candidato a vice-presidente e que ambos "provavelmente" estariam juntos no debate presidencial de 27 de junho.
Contudo, Trump declarou que iria revelar seu candidato selecionado somente durante a Convenção Nacional Republicana, marcada para ocorrer entre 15 e 18 de julho.
Em 15 de julho, Trump anunciou através de seu perfil na rede social Truth Social que escolheu J. D. Vance como seu candidato a Vice-presidente. Vance exerce mandato como Senador pelo estado de Ohio desde 3 de janeiro de 2023 e alinhou-se às principais propostas de governo de Trump desde o início do mandato de Biden.